# 莺河二水库
莺河二水库是中国湖北省襄阳市宜城市境内的一座水库，位于汉江支流莺河上，建于1977年。水库正常库容为4360万立方米，集雨面积为255平方千米，海拔为89米。